# حكم رشيد
الحكم الرشيد هو مصطلح غير محدد الاستخدام في أدبيات التنمية لوصف كيفية تصرف المؤسسات العامة والشؤون العامة في إدارة الموارد العامة من أجل ضمان إعمال حقوق الإنسان. يصف الحكم «في عملية صنع القرار وعملية اتخاذ القرارات التي وتنفذ (أو التي لم تنفذ)» الحكم المدى يمكن أن تنطبق على الشركات الدولية والوطنية، والحكم المحلي أو للتفاعلات بين القطاعات الأخرى من المجتمع.
مفهوم «الحكم الرشيد» كثيرا ما تبرز كنموذج للمقارنة بين الاقتصادات غير فعالة أو الهيئات السياسية التي تمر اقتصاداتها قابلة للحياة والهيئات السياسية ونظرا لأن معظم الحكومات الناجحة في العالم المعاصر تكون في الدول الديمقراطية الليبرالية تتركز في أوروبا والأمريكتين، تلك البلدان المؤسسات التي غالبا ما تكون المعايير التي يمكن من خلالها المقارنة بين الدول الأخرى المؤسسات. لأنه يمكن أن تركز جيدا على المدى الحكم بأي شكل واحد من الحكم، ومنظمات الإغاثة والسلطات في البلدان المتقدمة وغالبا ما تركز معنى الحكم الجيد لمجموعة من المتطلبات التي تتوافق مع أجندة المنظمات، مما يجعل «الحكم الرشيد» تعني أشياء كثيرة مختلفة في سياقات مختلفة.
ويرى الدكتور/ عبد المجيد محمد الغيلي أن مصطلح «الحكم الرشيد» متداول إلى حد ما، ولكن لم يتم تبنيه، واعتماده بديلا للمصطلحات الشائعة. والمصطلح ينتمي إلى تراثنا، وليس مستوردا، ومفهومه ينطلق من تراثنا اللغوي والفكري. وأنا لا أعني به الترجمة الشائعة للمصطلح الإنجليزي "Good Governance". ولكنني أستخدمه من جذره العربي «رشد»، واستخدامه مقترنا بالحكم مألوف في العربية، بل قد استخدمه القرآن الكريم، كما أوردنا الأمثلة السابقة. ويستخدم في الأدبيات الغربية المعاصرة، بمعنى الحكم الجيد، مقابل "Bad Governance": الحكم الفاسد. وقد بدأ استخدامه منذ عقدين، ويستند إلى النموذج الأوروبي والأمريكي في الحكم، وهو النموذج الديمقراطي الليبرالي. وللأسف أنه تُرجم إلى العربية بمصطلح «الحكم الرشيد»، وترجمته تستمد مصطلحها من التراث العربي، وتستمد مرجعيته المفهومية من النموذج الغربي، ومن هنا تنشأ الإشكالية. وما نريد أن نقوم به الآن هو إرجاع المفهوم إلى أصله العربي. ولا يمنع هذا بعد ذلك من النظر في النماذج المعاصرة للإفادة منها في تطبيق المفهوم، وتفعيل برامجه، فالحكمة ضالة المؤمن، والتجربة الإنسانية مشتركة، ومتراكمة، بعضها يفيد من بعض.
ويقدم الدكتور الغيلي أربع ركائز مفهومية لمصطلح الحكم الرشيد، حيث يرى أن الرشاد – كمصطلح ذي مفهوم عربي - نقيض الضلال، ونقيض الفساد، ونقيض الشر، ونقيض الضرر... وكلها مستخدمة في القرآن الكريم. وكلها معاني وأوصاف تناسب الحكم الذي يريده الناس. فالحكم الرشيد له أربع ركائز مفهومية، (حكم هدائي صلاحي خيري نفعي):
الأولى: الركيزة الهدائية، تتعلق بالقائمين عليه، فهو حكم يقوم على الهداية والعلم والمعرفة وليس على الجهل والضلال والسفه، فالقائمون عليه هم من ذوي الكفاءة، والخبرة، والعلم، والأمانة، والقوة. أصحاب القوة فيفعلون، والأمانة فيحفظون. ليسوا بجهلة أو سفهاء أو أغرار.
والثانية: الركيزة الصلاحية: تتعلق بطبيعته، فهو حكم ذو طبيعة صلاحية (نسبة إلى الصلاح)، يسعى إلى تجفيف منابع الفساد وتأسيس بنيان الصلاح.
والثالثة: الركيزة الخيرية: تتعلق بهدفه، فهو يسعى إلى إقامة الخير بين الناس، كل الناس، ودفع الشر عنهم.
والرابعة: الركيزة النفعية: تتعلق بثمرته، فثمرته أن يتحقق للناس النفع، فينتفعون في حياتهم بثمار تطبيق هذا الحكم، فهو ينفع ولا يضر.

## مبادئ الحكم الرشيد
وفقا للدكتور/ عبد المجيد الغيلي، فهناك مبدآن للحكم الرشيد، المبدأ الأول: السيادة للقانون، والمبدأ الثاني: السلطة حق للناس جميعا. وبالنسبة للمبدأ الأول فيرى أن «السيادة للقانون، ودين الله هو مصدر القوانين، وقيم المجتمع العليا هي المرجع الإطاري للقانون». وبالنسبة للمبدأ الثاني فإن السلطة حق للناس جميعا، وليست ممنوحة لشخص أو سلالة أو طائفة أو جماعة. فالله هو الحاكم، والناس خلفاؤه، والرئيس إنما هو نائب عن الناس، يولونه ويعزلونه.
وهناك من يفرق بين مصطلحي «السيادة للقانون» و«الحكم لله»؛ فـ«السيادة» ذات المفهوم الفرنسي الدستوري الذي يعني: «السلطة العليا المطلقة التي تقيد كل السلطات الأخرى، وتقيد الدستور والقوانين، فهي السلطة المتفردة بالحكم، القائمة بذاتها، المعصومة من الخطأ». فهذا المفهوم يقتضي أن تكون السيادة لسلطة أعلى من سلطة البشر، سلطة لا تتغير ولا تتبدل ولا تخطئ، ويخضع لها الناس خضوعا كاملا، وتكون مصدرا للدستور والقوانين. فهذا مفهوم نظري، ولم يسلم من الانتقاد من علماء القانون. ونحن – المسلمين – نؤمن أن الحكم لله، فهو صاحب السيادة المطلقة، والأحكام القطعية، والأرض أرضه، والخلق خلقه، وكلمته هي العليا، وكتابه لا يأتيه الباطل من بين يديه ولا من خلفه. ونحن نستمد دستورنا وقوانيننا من دينه وشريعته، فشريعة الله هي المصدر لكل القوانين. وكون «الحكم لله» يعني أن الناس سواسية أحرار، لا أحد يستعلي على أحد بامتيازات أو خصائص أو صفات، لا يدين منهم أحد لأحد، ولا يخضع له، ولا يحق لأحد منهم أن يستعلي على أخيه، كلهم إخوة، وكلهم بشر يحكمهم خالقهم، ويسود بينهم شرعه، فهو دستورهم المطلق، وقانونهم المحكم. انظر عبد المجيد الغيلي، نحو حكم رشيد.
أما المرجع الإطاري فهو لقيم المجتمع العليا. وهذه القيم لم تستحق أن تكون مرجعا إلا لأنها تحظى بالإجماع المطلق، وأصلها ينبع من هدي خالقهم لهم، الذي أرسل إليهم رسله، وأنزل كتبه، وخاتم الكتب هو القرآن الكريم الذي أودع الله فيه هدايته للبشر. وهذه القيم هي التي تحكم المصالح، وتضبط الموازين، فالعدل والوفاء بالعهود ونصرة المظلوم وتأدية الأمانات إلى أهلها... قيم عليا، لا يمكن التهاون أو التفريط بها، ولو كان في ذلك ما نحسب أنه فقدان للمصالح. وهذه القيم العليا هي التي كانت تحكم المجتمع المسلم، وتحدد مصالحه، ولا أدل على ذلك من قصة أهل سمرقند، حيث تم تقديم القيمة العليا على المصلحة المتوهمة، وقام القضاء بإبطال القرار السياسي المخالف للقانون. وقد تأسس في المجتمع المسلم قضاء المظالم لإنصاف الناس من الولاة والخليفة نفسه، وكان القانون فوق الجميع، وكان القاضي يحكم بما أراه الله. كما أن عمر بن الخطاب أسس فكرة التعويض عن القرار الإداري المخالف للقانون الذي قد نفذ، وأبطل بالقانون الاستخدام السيئ للسلطة، ولم يترك الناس يتغول بعضهم على بعض بالسلطات التي في أيديهم. كما في قصته مع شارب الخمر الذي شهر به أبو موسى فاشتكى إلى عمر فعوضه، وحذر أبا موسى من تكرار فعله. انظر: نحو حكم رشيد، عبد المجيد الغيلي.
ولسريان سيادة القانون في المجتمع المسلم ثلاث ضمانات: الأول: سلطة الشعب ومبدأ فصلها واستقلال بعضها عن بعض، وحماية هذا الاستقلال بالدستور. والثاني: الإيمان برقابة الله، وبمحاسبته، ومن ثم تنشأ رقابة ذاتية عند كل فرد، فيكون قانونا على نفسه، وهذا الضمان هو أساس الحسبة في الإسلام، حيث يدفعه هذا القانون الذاتي إلى الشعور بمسؤوليته تجاه فعل الخير وكف الشر، ولو تعرض للأذى. وفي التاريخ نماذج رائعة لذلك. والثالث: أن تقوم الدولة بأداء واجباتها دون تقصير أو تسويف، فالناس لا بد أن يلمسوا التغيير بأيديهم، ويروه بأعينهم، وتحقق الحكومة تطلعاتهم نحو الأمن والاستقرار والازدهار. وعندئذ يكون للقانون لغة محترمة، لا يرفع أحد صوته فوق صوت القانون، ولا يتجاوز خطوطه. (انظر: نحو حكم رشيد، عبد المجيد محمد الغيلي).

## بين النظام الديمقراطي ونظام الحكم الرشيد
النظام الديمقراطي يقوم على مبدأ السلطة للأغلبية، فالأغلبية لها حق الحكم، وحق التشريع، يشرعون ما شاءوا من قوانين، المهم أن توافق عليه الأغلبية، فحقيقةً أن النظام الديمقراطي يمنح الأغلبية أولا: حق السيادة المطلقة، فصوتها هو الذي يشرع القوانين التي تسود، وثانياً: حق اختيار الحاكم، ويكون منفذا لما تشرعه وتقننه الأغلبية. فالأمة في النظام الديمقراطي مصدر السلطات، ولها الحرية المطلقة أن تتفق على ما شاءت من قوانين وتشريعات، دون قيد أو شرط. والحقيقة أن هذا الأمر قد يحول النظام الديمقراطي إلى دكتاتورية الأغلبية، وينقل الاستبداد من الفرد إلى الحزب. ولن تقيده أي قيود عن فعل ما أراد؛ فبأغلبيته يقنن، بل ويخدم مصالحه على حساب مصالح الآخرين. (انظر: نحو حكم رشيد، عبد المجيد الغيلي).
أما النظام الثيوقراطي فيمنح تلك الحقوق كلها للحاكم، فيشرع ما شاء، ويحكم حكما مطلقا، ويورث الحكم لمن شاء.
أما نظام الحكم الرشيد فيقوم على المبادئ التالية:
الأول: السيادة للقانون، وهي سيادة مستمدة من تشريع الله، وتشريعه قد ضمنه كتابه الكريم. وقد أشرنا سابقاً إلى هذا الأمر، وبينا أن الناس جميعهم خاضعون لهذا المبدأ، حتى الرسول نفسه مثله مثل غيره من أتباعه. ومن ثم فليس للشعب (فضلا عن الأغلبية) أن يشرعوا ما شاءوا من قوانين، بل لا بد أن تخضع لشرع الله، ولحكمه، ويبين ذلك أولو العلم. فالأغلبية يحق لها اختيار الحاكم، ولكن لا يحق لها التشريع المطلق للقوانين، فالناس ليسوا مصدرا للسلطات، ولكنهم يستمدونها من ربهم الذي خلقهم وجعلهم خلفاء في أرضه، وأمرهم بالقيام بشؤون الخلافة وفق شرعه وهديه.
الثاني: أسس القرآن الكريم مبدأ «الشورى» لا «الأغلبية». فالشورى لا تهدف إلى المغالبة بعدد الأصوات، ولكنها تهدف إلى تحقيق التفاهم والتحاور والاتفاق حول القرارات التي تهم الناس. فالرأي الراجح في الشورى هو رأي غلبة الحجة والبرهان، لا غلبة الأصوات فقط. ولهذا لم يكن التحزب إلا للآراء، وليس لفئات أو أشخاص. قال تعالى: «وتعاونوا على البر والتقوى» فالموضوع هو محور التعاون، وليس هذا الطرف أو ذاك. فليس التصويت على القرار لمجرد أنه اختيار الحزب، ولكن النظر في قوة الرأي وحجته وما يحققه من مصلحة. كما أن التشاور ملتزم بضوابط شرع الله، فلا يقرر المتشاورون أمرا مخالفا لمبادئ الشريعة في دين الإسلام. ثم إن نتائج الشورى ملزمة للحكومة، فهي تمثل قرارات الشعب، والحاكم إنما يستمد سلطته من الشعب، وعليه أن يخضع لقراراته..
الثالث: نظام الحكم الرشيد لا يُغَلّب الإجراءات على الأهداف، كما هو الحاصل في النظام الديمقراطي.. فالأمة المسلمة لها هدف من وجودها، وهو تحقيق الاستخلاف بعمارة الأرض وإدارة الحياة، والحكومة النائبة عن الأمة تسعى لتحقيق هذا الهدف، فيكون نصب عينيها، ولا تضيع في مستنقع الإجراءات الشكلية التي تخدم هذا الهدف. نعم يجب أن تخضع لها؛ حتى تتحقق العدالة ويسود القانون، ولكنها تظل جوانب شكلية. ومن ثم فالسؤال الذي ينبغي أن نضعه: ما الأساس الذي يبرر وجود الأحزاب؟ هل هو تحقيق الأغلبية للوصول إلى الحكم؟ وهذا يجعل تركيز الناس واهتمامهم ينصب على الوسيلة والإجراء لا على الهدف والإستراتيجية. ومن ثم يسعى الناس إلى اكتساب المهارات التي تساعدهم على ذلك، ويصرفون أوقاتهم وجهودهم في ما يحقق لهم الوصول إلى ذلك الأمر
إن آليات النظام الديمقراطي: الأغلبية، والسلطات المنبثقة عنها، والأحزاب، وممارساتها... الخ. آليات تركز على الشكل والمظهر لا على المضمون والجوهر. بينما رسالتنا وأهدافنا ينبغي أن تركز على المضامين. وهذا يضع أمامنا تحديات جسيمة في أن نعيد النظر في الأنظمة السياسية المعاصرة، ونبتكر أنظمة تتوافق مع الإنسان الخليفة، وليس مع الإنسان المستهلِك أو الإنسان المتحزب.

## المبادئ المؤسسة لعقد السلطة
وفقاً للدكتور الغيلي، فإن هناك ثلاثة مبادئ مؤسسة لعقد السلطة في نظام الحكم الرشيد، وهي، الأول: للناس الحق في اختيار من يمثل سلطاتهم، من ذوي الأهلية، والثاني: السلطات مقيدة مشتركة، والثالث: السلطة أمانة محفوظة. ويشير المبدأ الأول إلى إنشاء عقد السلطة، والثاني إلى ممارستها، والثالث إلى إنهائها.

### * إنشاء عقد السلطة
```
(1) المبدأ الأول: «للناس الحق في اختيار من يمثل سلطاتهم، من ذوي الأهلية».
```

يقرر هذا المبدأ مجموعة من الأسس، تتعلق باختيار أولي الأمر (وهم: الحاكم وممثلو السلطات)، وهي:
أ. الحاكم شخص -حقيقي أو اعتباري (حزب مثلا) -من آحاد الأمة، لم يتميز بلون أو دم أو عرق أو انتماء طائفي، أو إقليمي، بل الدولة كلها إقليم واحد. وليس لنا أن نقصر أهلية الحاكم على بعض الصفات الخَلقية. والحد الأدنى من أهليته، أن يكون مواطنا متمتعا بحقوق المواطنة كاملة، دون أن تكون عليه سوابق جنائية. والحاكم الراشد له ثلاث صفات: القوة والأمانة والرحمة.
فهو قوي (قوة العلم والنفوذ)، والقوي تشير إلى كفاءته وامتلاكه رؤية إستراتيجية، وبتلك القوة يقيم الحقوق، ويساوي بين الناس، ويحقق العدل السياسي والاستقرار المجتمعي، ويوطد الأمن، ويحمي الوطن، ويوفر المناخ الصحي لنمو الاستثمارات، ونشوء فرص العمل.
وهو أمين يتحمل المسؤولية الملقاة على عاتقه، ويجتهد في أن يقود البلد بأفضل الكفاءات وأحسن السياسات، وهو أمين لا يحيد عن الشفافية والنزاهة.
وهو رحيم بشعبه، يرعاهم كما يرعى الأب أبناءه، لا يشق عليهم لا في معاشهم، ولا في سبل حياتهم، يرفق برعيته، ولا يرهقهم بقوانين وإجراءات، ولا ينهب أموالهم، بل يجتهد في تنميتها، ويسعى في إغناء الناس وإسعادهم وراحتهم، وقضاء حوائجهم، وحسن معاملتهم، وكما في الحديث: «خيار أئمتكم الذين تحبونهم ويحبونكم».
وقولنا أن الحاكم قد يكون شخصا اعتباريا، يتمثل في حزب يمارس الحكم، وخصوصا في الأنظمة البرلمانية، فالشعب يختار الحزب الذي يريده أن يحكمه، وفق برنامج واضح.
ب. ممارسة السلطة هي حق للشعب، ولذلك فهو يختار الحاكم (الذي يمارس السلطة التنفيذية)، وكذلك ممثلي الشعب الذين يمارسون السلطات: التقنينية والرقابية والقضائية.
ج. التنافس الحر النزيه، مقوم أساس من مقومات الاختيار. ولا بد من حماية المناخ الحر والآمن لهذا التنافس.
د. الاختيار حق للناس جميعا، وليس مقصورا على طائفة أو مؤسسة، تحت مسمى أهل الحل والعقد، أو النخبة السياسية، أو غير ذلك... ولهؤلاء أن يحاوروا الناس وأن يتنافسوا في إقناعهم. وينظم الناس طرق الاختيار المناسبة، وتمثل ورقة الاقتراع اليوم ما كانت تمثله يد المبايعين قديما. وباختيار أغلبية الناس للحاكم، يكتسب الحاكم شرعية ممارسة الحكم.
هـ. اختيار الناس للحاكم – مثله مثل اختيار ممثلي السلطات الأخرى - لا يكتسب صفة التأبيد، بل لا بد من توقيت ذلك بوقت معلوم؛ حتى لا يقع الحاكم في مستنقع الاستبداد، أو في مثلث الركود، وحتى تتاح الفرصة لأن يقود البلد آخرون، فتكون السلطة دولة بين الناس، وحتى تظل الكفاءات في تطوير مستمر لقدراتها ومؤهلاتها، فتعود ثمرة ذلك لمصلحة الشعب، والماء كلما ركد أسن، وكلما جرى أحيا الموات.

### ممارسة السلطة
(2) المبدأ الثاني: «السلطات مقيدة مشتركة».
يقرر هذا المبدأ أربعة أسس مهمة تتعلق بممارسة السلطة، وهي:
أ. الحكم الرشيد لا يعترف بالسلطات المطلقة للحاكم، ونحن نتحدث هنا عن سلطة الحاكم، وليس عن سلطة الناس التي تحدثنا عن قيودها سابقاً. وتقييد سلطات الحاكم يؤدي إلى الحيلولة دون وقوع الاستبداد، وتقويم أداء الحاكم، وتنظيم ممارسة الحكم. وكل سلطة تقيد وتوازن السلطات الأخرى. وتقيد سلطة الحاكم بثلاثة قيود، الأول: فصل السلطات، والثاني: رقابة الشعب (عبر المؤسسة الرقابية)، والثالث: التشاور مع الشعب (عبر مؤسسة الشورى).
وتقيد سلطة الحاكم بثلاثة قيود:
1. القيد الأول: فصل السلطات. فالحاكم هو رئيس السلطة التنفيذية، ولا سلطان له على غيرها من السلطات. ونظام الحكم الرشيد لديه أربع سلطات، وليس ثلاث، وهي: السلطة التنفيذية، والقضائية، والتقنينية، والرقابية. وإذا كنا نتحدث عن مبادئ اختيار الحاكم باعتباره سيد السلطة التنفيذية، فللسلطة القضائية طرقها في الاختيار الذي يضمن نزاهتها، وحياديتها، وعدالتها، وحفاظها على القانون. كما أن للشعب طرقه في اختيار ممثليه للسلطة الرقابية (مجلس الشعب)، بما يضمن إقرار السياسات العامة للدولة، وممارسة الرقابة على أجهزة الدولة. والسلطة التقنينية (سن القوانين) ينبغي ألا تكون من اختصاص السلطة الرقابية، حتى لا يكون ثمة ازدواج، وحتى نضمن سلامة أدوات الرقابة وحياديتها. والفصل بين السلطات مبدأ مهم؛ منعا للاستبداد، وإرساء للتوازن في السلطات، وحماية لحقوق الشعب، وتنظيما لسيروة الحكم.
2. القيد الثاني: رقابة الشعب. يراقب الشعب أداء الحاكم الذي اختاره، ويساءله، ويقومه. كما يراقب أداء السلطتين التقنينية والقضائية. وفي النظام الديمقراطي تكون الرقابة جزءا من مهام السلطة التقنينية، إلا أننا ندعو أن تكون هناك سلطة رقابية مستقلة، لا تمارس التقنين أو التنفيذ أو القضاء، فتكون رقابة على تلك السلطات. ولا بد من إيجاد آليات متقدمة ليمارس الشعب هذه السلطة، ونحن بحاجة إلى آليات مرنة، لا تثقل كاهل الدولة، وتكون متحررة من أي ضغوط يمكن أن تمارسها سلطات الدولة عليها. ورقابة الشعب تمثل السلطة المجتمعية المهيمنة على كل السلطات. ومجلس الشعب الرقابي ينبغي أن يكون رقابيا، يقوم بالرقابة والمساءلة وإقرار السياسات والخطط العامة، ولا يمارس السلطة التقنينية. وتنشأ أجهزة رقابية متخصصة تابعة لمجلس الشعب وليست تابعة لأي سلطة أخرى (رقابة أداء كبار موظفي الدولة، ورقابة أجهزة السلطة التنفيذية، ورقابة أموال الدولة، ورقابة السلطة القضائية، ورقابة السلطة التقنينية... الخ).
ومبدأ الرقابة ترسيخ لمبدأين عظيمين، الأول: مبدأ النصيحة، كما في الحديث الشريف: «الدين النصيحة، قلنا لمن: قال: لله ولكتابه ولرسوله ولدينه ولأئمة المسلمين وعامتهم»، وقال تعالى واصفا الناجين من البشر بأنهم من «وتواصوا بالحق وتواصوا بالصبر». والثاني: مبدأ الأمر بالمعروف والنهي عن المنكر، وأعلى مستويات هذا المبدأ هو أن يمارسه الشعب مع الحاكم وأعوانه ومستشاري الشعب. وقد كان ذلك واضحا لدى الخليفة الأول حين ولاه المسلمون فقال: «يا أيها الناس إني وليت عليكم ولست بخيركم، فإن أحسنت فأعينوني، وإن أسأت فقوموني». وقال عليه السلام: «إن الناس إذا رأوا الظالم فلم يأخذوا على يديه يوشك أن يعمهم الله بعقاب من عنده».
3. القيد الثالث: التشاور مع الشعب. القيد الثالث هو قيد الشورى، فالحاكم ملزم بأن يشاور الشعب الذي اختاره، ويشاركه في اتخاذ قراراته، وخصوصا في القرارات السيادية. وعلى الشعب أن يختار من يمثله في مجلس الشورى، وهذا المجلس تختلف معاييره عن معايير المجالس الأخرى، فهو مجلس لخبرات الدولة وعلمائها ومفكريها، ومعيار الانضمام إليه لا يخضع للمعايير الحزبية، بل للمعايير العلمية والمهنية، فمجلس الشورى هو مجمع المستشارين والخبراء في مختلف المجالات التي تحتاج إليها سلطات الدولة، وليس مجمع المقعدين فكريا، أو المعوقين سياسيا. وهذا المجلس يقوم بثلاث مهام: تقديم الاستشارات لبقية أجهزة الدولة، وسن القوانين – يقترحها ويناقشها ويقرها، والمصادقة على القرارات السيادية، فهو يمتلك السلطة التقنينية. ولا يتخذ الحاكم القرارات السيادية إلا بعد موافقة المجلس عليها. فسلطته لا تقف عند حد تقديم المشورات، بل تلتزم بها السلطة التنفيذية.
ب. تنوع «محافظ إدارة الدولة». أستخدم هذا المصطلح الجديد لأقصد به أن الحياة المجتمعية ثرية، وأن إدارة الدولة لا تقتصر على السلطات السابق ذكرها، بل إن هناك عناصر مهمة تعمل على إيجاد التوازن في سلطات الدولة، وتثري إدارة الدولة، مما تحقق معه نهضة مجتمعية كبرى، يكون عامة أفراد الشعب منخرطين فيها، ومسؤولين عنها. فالشعب لا تنتهي مسؤوليته عند اختيار الحاكم وممثليه في الرقابة والتقنين، بل عليه أن يمارس مسؤوليته في إدارة الدولة من خلال محافظ إدارة الدولة. هذه المحافظ غير رسمية، وتصبغ الحياة السياسية والمجتمعية والاقتصادية للبلد. فالمعارضة الرشيدة التي لم توفق في الوصول إلى الحكم، تستطيع أن تمارس نقدها البناء؛ بهدف التوعية الشعبية، وتقويم الحاكم، وكذلك الإعلام المستقل، وكذلك هيئات العلماء، والنقابات العمالية، والمنظمات الحقوقية، والجمعيات العلمية، والهيئات المكملة المستقلة (هيئة الوقف، وتطوير التعليم...الخ).
ج. على ممثلي سلطة الشعب احترام الحق العام للشعب. فالشعب هو صاحب السلطة، ومن اختارهم لشغلها إنما هم نواب عنه، وعليهم أن يحترموا حقه العام، وألا يستغلوا مراكزهم في التعدي على هذا الحق. عليهم أن يدركوا أنهم أجراء عند هذا الشعب، مسؤولون عن القيام بمهامهم المنوطة بهم على أحسن وجه. ومن تلك الحقوق العامة: تداول السلطة، وصيانة المال العام، وعدم احتكار المؤسسات العامة، وحقه في الحصول على المعلومات (مبدأ الشفافية)، وحقه في الحريات (حرية الرأي، والاعتقاد، والتملك، والعمل، والتعليم، وحرية الصحافة. والحرية السياسية: التعبير عن الرأي، والنقد، واختيار الحاكم وممثلي الأمة، وسحب الثقة منهم، والاحتجاج، والمظاهرات، والتشكيل الحزبي... الخ).
د. للحاكم على شعبه حق الطاعة وتنفيذ قراراته، فكما نطالب الحاكم باحترام حق الشعب، فكذلك نطالب الشعب باحترام حق الحاكم، وما ثمة فائدة من وجود حاكم لا تمضي قراراته، ولا تنفذ إرادته. كما أن معارضة الحاكم والرقابة عليه لا تعني استخدام حق الفيتو في كل قرار يتخذه الحاكم، بل لا بد من الموضوعية والحيادية في النقد، واحترام حقوق ممثلي الشعب في سلطاتهم المختلفة، والرضا بإرادة الشعب كما تعبر عنه أغلبيته. قال عليه السلام في الحديث المتفق عليه: «السمع والطاعة على المرء المسلم فيما أحب أو كره، ما لم يؤمر بمعصية فلا سمع ولا طاعة». ومن حقه تأييده، ونصرته، ومعاونته، وتقديره، واحترامه.

### * إنهاء عقد السلطة
```
(3) المبدأ الثالث: «السلطة أمانة محفوظة». يقرر هذا المبدأ أساسين يتعلقان بإنهاء عقد السلطة، وهي:
```

أ. للشعب أن يسحب السلطة الممنوحة للحاكم أو لممثلي السلطات الذين اختارهم، متى رأى أنهم قصروا في أداء أعمالهم تقصيرا مخلا بحقه، وكما أن المجلس الرقابي رقيب على السلطات الأخرى، فإن الحاكم أيضاً رقيب على المجلس الرقابي، وهذا يمثل توازنا في سلطة الرقابة نفسها، فلا يستطيع أحدهما أن يحل سلطة الآخر، بل لا بد من الاحتكام إلى الشعب، والشعب هو الفيصل النهائي في ذلك.
ب. إقرارا لمبدأ العقد المؤقت للسلطة، ولحق الشعب في تداول السلطة، فإن العقد ينتهي بالمدة التي يحددها الدستور، سواء للسلطة التنفيذية أو التقنينية أو الرقابية. ويتم إنشاء عقد جديد لمواطنين آخرين، بحسب ما ينظمه الدستور.

## واجبات الدولة الرشيدة
يرى الدكتور/ الغيلي أن واجبات الدولة الرشيدة تقتصر على: حراسة أمن المواطن والوطن، ويبين خمسة أنواع للأمن: الأمن الداخلي، والأمن السيادي، والأمن الاجتماعي، والأمن التنموي، والأمن الخارجي.

### 1) الأمن الداخلي
أمن المواطن، هذا الأمن يُعنَى بحماية البلاد من الفوضى والنزاعات والجرائم والعبث والعنف الذي يمكن أن يحدثه بعض المواطنين.
الجهات المسؤولة عنه: (أ. المؤسسة القضائية): تفصل في الحكم بين نزاعات الناس، وتنفذ القانون؛ فترد المظالم، وتحمي حقوق الناس من اعتداء بعضهم على بعض، وتنصف المظلوم، وتأخذ على يد الظالم، وتمنع السلطات الأخرى من تغول بعضها على بعض، أو من انتهاك حقوق المواطنين. (ب. مؤسسة الرئاسة): حماية أمن المواطنين، وحماية خدماتهم المدنية، وحماية شخوصهم، وحماية منشآتهم، وحماية طرقاتهم، وحماية ممتلكاتهم. كما يقوم هذا الجهاز بتنفيذ أحكام القضاء، وضمان إقامة العدالة، وألا تخضع أحكام القضاء لتلاعب النافذين في الحكومة، أو لابتزاز المفسدين.

### (2) الأمن السيادي
```
ويُعنَى بتوفير الأمن الذي يحقق سيادة القانون، وأن يراعي مصلحة المواطنين جميعا، وألا يخضع لمصلحة فئة ما. كما يُعنَى بتأمين موارد الدولة، وإدارة خزائنها بما يكفل قدرتها على تحقيق التنمية الوطنية، وفتح الفرص أمام المواطنين، وعدم خضوعها لابتزاز أطراف خارجية، تحت ضغط الحاجة إلى الموارد.
```

الجهات المسؤولة عنه: (أ. مؤسسة الشورى): فأكثر الأشياء تهدد أمن المواطنين هي القوانين التي يتم تشريعها والمصادقة عليها، وخطورة هذا الأمر يتعلق بالسيادة الأساسية للوطن. (ب. المؤسسة الرقابية): الرقابة والمساءلة وإقرار السياسات والخطط العامة. (ج. المؤسسة الرئاسية): تأمين موارد الدولة، وإدارة خزائنها.

### (3) الأمن الاجتماعي
أمن المواطن. يتعلق بالمخاوف التي تهدد نسيج المجتمع، وتمزق أوصاله، وتؤدي إلى زرع الضغائن والأحقاد بين أبنائه، وقد تتطور إلى تهديد خطير يزعزع البلاد كلها. وهذه المخاوف والتهديدات لها ثلاثة مستويات: الأول: تهديدات تتعلق بهوية المجتمع وثقافته، وتهيئة المناخ الحر للتفكير والتعبير عن الرأي، دون وصاية. والثاني: تهديدات تتمثل في الفقر، والجوع، والأمية، والبطالة، والأوبئة. مما يتطلب تأمين احتياجات الناس الاجتماعية لـ (الغذاء، والصحة، والعمل، والتعليم). والثالث: تهديدات تتعلق بشرائح مجتمعية كالشباب والنساء، مما يتطلب الاهتمام بها، وتنظيم القوانين التي تضمن لهم رعاية اجتماعية تحتويهم، وتوجه طاقاتهم نحو الإثمار والإعمار.
الجهات المسؤولة عنه: (مؤسسة الرئاسة): ودورها تنظيمي إشرافي تقنيني رقابي، ومؤسسة الأمن الاجتماعي مهمتها: ضمان تهيئة المناخ المناسب لحماية المجتمع من هذه التهديدات، وضمان أن تكون القوانين في حماية النسيج الاجتماعي، وتنظيم إدارة هذا الأمان، والتخطيط له. بحيث نضمن حصول كل مواطن على أمنه الاجتماعي، وتعبيد الطريق أمام المواطنين للوصول إلى هذا الأمان.

### (4) الأمن التنموي
أمن الوطن، وأمان تنميته، وضمان تحقيق الازدهار، في ظل منظومة الأمن كلها، ويقوم على تخطيط التنمية، والإشراف عليها، وضمان تكاملها، وحمايتها بالقوانين، وتهيئة المناخ الذي يمكن الشركات من العمل، ويحفظ سيادة الدولة. ويتحقق في سبعة قطاعات مهمة: البحث العلمي والتقني، والتجارة والاستثمار، والزراعة، والصناعة، وأمن الطاقة، والأمن البيئي، والبنية التحتية (من نقل واتصالات وإسكان وكهرباء ومياه وغير ذلك).
الجهات المسؤولة عنه: (مؤسسة الرئاسة): وليس على الدولة توفير الخدمات، فذلك يدعو إلى استشراء الفساد في حياة الناس، ولكن الدولة تخطط للتنمية، وتدير بوصلتها، وتشرف على مسارها، وتحميها بالقوانين والأنظمة، حتى تضمن تحقق أمن الوطن.

### (5) الأمن الخارجي
```
يتعلق بسد المخاوف والتهديدات التي تأتي من خارج الوطن. سواء كانت هذه المخاوف سياسية أو عسكرية أو اقتصادية أو اجتماعية أو ثقافية.
```

الجهات المسؤولة عنه: (مؤسسة الرئاسة): القوات المسلحة تتكفل بحماية الحدود البرية والجوية والبحرية، وتحفظ الثغور، وترد أي عدوان أو تهديد محتمل خارجي. والدبلوماسية الخارجية تتولى إقامة العلاقات والصلات الخارجية، وحفظ سيادة القرار السياسي، وحفظ حقوق مواطني البلد في الدول الأخرى، ومد الجسور السياسية والاقتصادية، وعقد الاتفاقيات الدولية، وإبرام الشراكات، بما لا يتناقض مع سيادة الدولة، وكرامتها.

## أشكال
في الشؤون الدولية، ويمكن تحليل الحكم الرشيد ننظر في أي من العلاقات التالية :
- بين الحكومات والأسواق، *بين الحكومات والمواطنين، *بين الحكومات والقطاع الخاص أو طوعية،
- بين المسؤولين المنتخبين والموظفين المعينين،
- بين المؤسسات المحلية وسكان المناطق الحضرية والريفية، *بين الفروع التشريعية والتنفيذية، و
- بين الدول القومية والمؤسسات.

يمكن لأنواع مختلفة من المقارنات التي تشمل تحليل الحكم في مناقشة قضية «الحكم الصالح» لمعنى طبيب ممارس للدراسي والعملي.

## الإصلاح والمعايير
يمكن إصلاح المؤسسات الثلاث لتعزيز الحكم الرشيد : الدولة والقطاع الخاص والمجتمع المدني ولكن، من بين مختلف الثقافات، لا يمكن للحاجة والطلب على الإصلاح تختلف تبعا للأولويات المجتمع في ذلك البلد. وضعت العديد من المبادرات على المستوى القطري والتحركات الدولية التركيز على أنواع مختلفة من إصلاح الحكم. كل حركة من أجل الإصلاح يحدد معايير ما يعتبرونه الحكم الرشيد القائم على احتياجاتها الخاصة وجداول الأعمال. وفيما يلي أمثلة لمعايير الحكم الرشيد للمنظمات بارزة في المجتمع الدولي.

### صندوق النقد الدولي
انظر أيضا : التكيف الهيكلي
أعلن صندوق النقد الدولي في عام 1996 أن «تعزيز الحكم الرشيد في جميع جوانبها، بما في ذلك ضمان سيادة القانون، وتحسين الكفاءة والمساءلة في القطاع العام، والتصدي للفساد، والعناصر الأساسية لإطار العمل الذي يمكن أن تزدهر الاقتصادات» وصندوق النقد الدولي يرى أن سبب الفساد داخل الاقتصادات من الحكم غير فعالة للاقتصاد، إما التنظيم الكثير أو القليل جدا. للحصول على قروض من صندوق النقد الدولي، يجب على البلدان تخضع لبعض سياسات الحكم الرشيد التي يحددها صندوق النقد الدولي في مكان.

### الأمم المتحدة

علم الامم المتحدة

الأمم المتحدة تشدد على الإصلاح من خلال التنمية البشرية والإصلاح السياسي لمؤسسة ووفقا لحكم الأمم المتحدة هناك ثمانية خصائص جيدة الحكم الصالح.. :
- التوجيه للآراء
- المشاركة
- حكم القانون
- فعالية وكفاءة
- مسؤول
- شفاف
- استجابة
- العادل والشامل

### البنك الدولي
المادة الرئيسية : المؤشرات العالمية لإدارة الحكم
البنك الدولي الآن أكثر قلقا مع إصلاح السيطرة على الموارد الاقتصادية والاجتماعية وفي عام 1992، التأكيد على ثلاثة جوانب من المجتمع يؤثرون على طبيعة الحكم في بلد ما :
1.نوع من النظام السياسي؛
2.العملية التي يتم بها ممارسة السلطة في إدارة الموارد الاقتصادية والاجتماعية، بهدف التنمية، و
3.قدرة الحكومات على وضع سياسات ولتنفيذها على نحو فعال.

## آثار

### التمويل الدولي الإنساني
الحكم الرشيد يعرف مثالية يصعب تحقيقها في الكامل، على الرغم من أنه أمر أنصار التنمية النظر في التبرع لأسباب. الجهات المانحة الرئيسية والمؤسسات المالية الدولية، مثل صندوق النقد الدولي أو البنك الدولي، وإسناد القروض والمعونات التي تقدمها على شرط ان المتلقي ضمان إجراء إصلاحات الحكم الرشيد. وهذا يرجع في معظمه إلى الارتباط الوثيق بين سوء الحكم والفساد.

### الديمقراطية
لأن غالبا ما تستخدم مفاهيم مثل المجتمع المدني واللامركزية وإدارة الصراعات بالوسائل السلمية والمساءلة عند تحديد مفهوم الحكم الرشيد، وتعريف الحكم الجيد يشجع العديد من الأفكار التي تؤيد بشكل وثيق مع الحكم الديمقراطي الفعال. وليس من المستغرب، في بعض الأحيان الحكم لا يمكن مساواته مع تعزيز الحكومة الديمقراطية.

### مثال
وخير مثال على هذا الارتباط الوثيق لبعض الجهات، وبين الحكم الديمقراطي الغربي ومفهوم الحكم الصالح هو البيان التالي الذي أدلى به هيلاري كلينتون في نيجيريا في 12 آب، 2009 :
مرة أخرى، للإشارة إلى خطاب الرئيس أوباما، ما تحتاجه أفريقيا ليس الرجال أكثر قوة، وانها تحتاج إلى مزيد من المؤسسات الديمقراطية القوية التي لن تصمد امام اختبار الزمن. وبدون الحكم الرشيد، لا يمكن لأي كمية من النفط أو أي قدر من المساعدات، أي قدر من الجهد ضمان نجاح نيجيريا. ولكن مع الحكم الرشيد، لا شيء يمكن أن يوقف نيجيريا. انها نفس الرسالة التي كنت نفذت في جميع لقاءاتي، بما في ذلك لقائي مع الرئيس بعد ظهر هذا اليوم الخاص. الولايات المتحدة تؤيد خطة من سبع نقاط للإصلاح الذي حدده الرئيس يارادوا. نعتقد أن على الطرق وتوفير الكهرباء والتعليم وعلى جميع النقاط الأخرى من جدول الأعمال التي سوف تظهر هذا النوع من التقدم الملموس الذي شعب نيجيريا ينتظرون.

## دور الأحزاب السياسية
باحثون في معهد التنمية فيما وراء البحار وانتقدت دراسات سابقة للحكم الصالح لوضع أداة صغيرة على أهمية تطوير الأحزاب السياسية، وقدراتهم وعلاقاتهم مع أنصار قواعدهم. بينما الأحزاب السياسية تلعب دورا رئيسيا في الديمقراطيات تعمل بصورة جيدة، في مكان آخر يتم قطع الأحزاب السياسية من الناخبين والتي تهيمن عليها النخب، مع حوافز قليلة أو قدرات لزيادة تمثيل الناخبين الأخرى. يمكن أن الأحزاب السياسية تلعب دورا رئيسيا في اللحظات المهمة في تطور الدولة، سواء بشكل إيجابي (مثل تنظيم والعنف التحريض) أو سلبيا (على سبيل المثال عن طريق الحوار الرائدة في مجتمع ممزق) على الرغم من الاختلافات في النظام الانتخابي تلعب دورها في تحديد عدد من الأحزاب ونفوذهم في السلطة مرة واحدة (النسبي، أولا الماضي آخر، الخ)، التمويل والخبرة المتوافرة لدى الطرفين كما تلعب دورا هاما ليس فقط في وجودها، ولكن قدرتها على الاتصال إلى قاعدة عريضة من الدعم. وبينما كان برنامج الأمم المتحدة الإنمائي والمفوضية الأوروبية توفير التمويل للأحزاب السياسية منذ 1990s، وهناك لا يزال يدعو إلى زيادة الدعم لأنشطة تطوير القدرات بما في ذلك وضع الحزب البيانات الرسمية والدساتير الحزب ومهارات الحملة الانتخابية.

## نقد
وفقا لسام اجيرا «المساحة التقديرية التي خلفها عدم وجود مجال واضح المعالم ليشمل الحكم ما يسمح للمستخدمين اختيار وتعيين المعلمات الخاصة بهم.»
في كتاب eva Poluha ومعايير mona Rosendahl المسابقة التي هي مشتركة بين الديمقراطية الغربية وتدابير «الخير» في الحكومة. وبعد تطبيق الطرق الأنثروبولوجية السياسية، وأنهم يشعرون أن الحكومات يعتقدون أن تطبيق مفاهيم الحكم الرشيد عند تنفيذ أنشطتها، إلا أن الاختلافات الثقافية في نتيجة الصراع مع معايير المجتمع الدولي.

## وصلات خارجية
- معلومات إضافية
- نحو حكم رشيد، عبد المجيد الغيلي